# Ronald Evans (astronaute)
Pour les articles homonymes, voir Ronald Evans et Evans.
Ronald Ellwin Evans, Jr. dit Ron Evans, né le 10 novembre 1933 à San Francis (Kansas) et décédé le 7 avril 1990, était un pilote de chasse et un astronaute américain qui a fait partie de l'équipage de la dernière mission vers la Lune Apollo 17.

## Biographie
Evans mène en parallèle des études supérieures en ingénierie électrique à l'université du Kansas et une formation d'officier de réserve dans la Marine de guerre américaine. Il reçoit une formation de pilote de chasse puis est affecté à la chasse embarquée successivement sur deux porte-avions dans l'océan Pacifique. Il est instructeur sur Vought F-8 Crusader et participe entre 1962 et 1964 à la guerre du Vietnam. À l'issue de sa carrière, il a accumulé 5 500 heures de vol dont 5 000 sur avion à réaction.
Evans est un des 19 astronautes sélectionnés en 1966 dans le 5e groupe d'astronautes de la NASA. Il est en 1971 la doublure de Stuart Roosa (pilote du module de commande sur le vol Apollo 14). Après sa participation au vol Apollo 17, en décembre 1972, il est en juillet 1975 la doublure de Donald Slayton pour la mission Apollo-Soyouz. Il quitte la NASA en mars 1977 et occupe par la suite un poste de dirigeant dans l'industrie minière. Il décède le 6 avril 1990 d'une crise cardiaque à Scottsdale (Arizona) à l'âge de 56 ans.

## Mission Apollo 17
Pour un article plus général, voir Apollo 17.

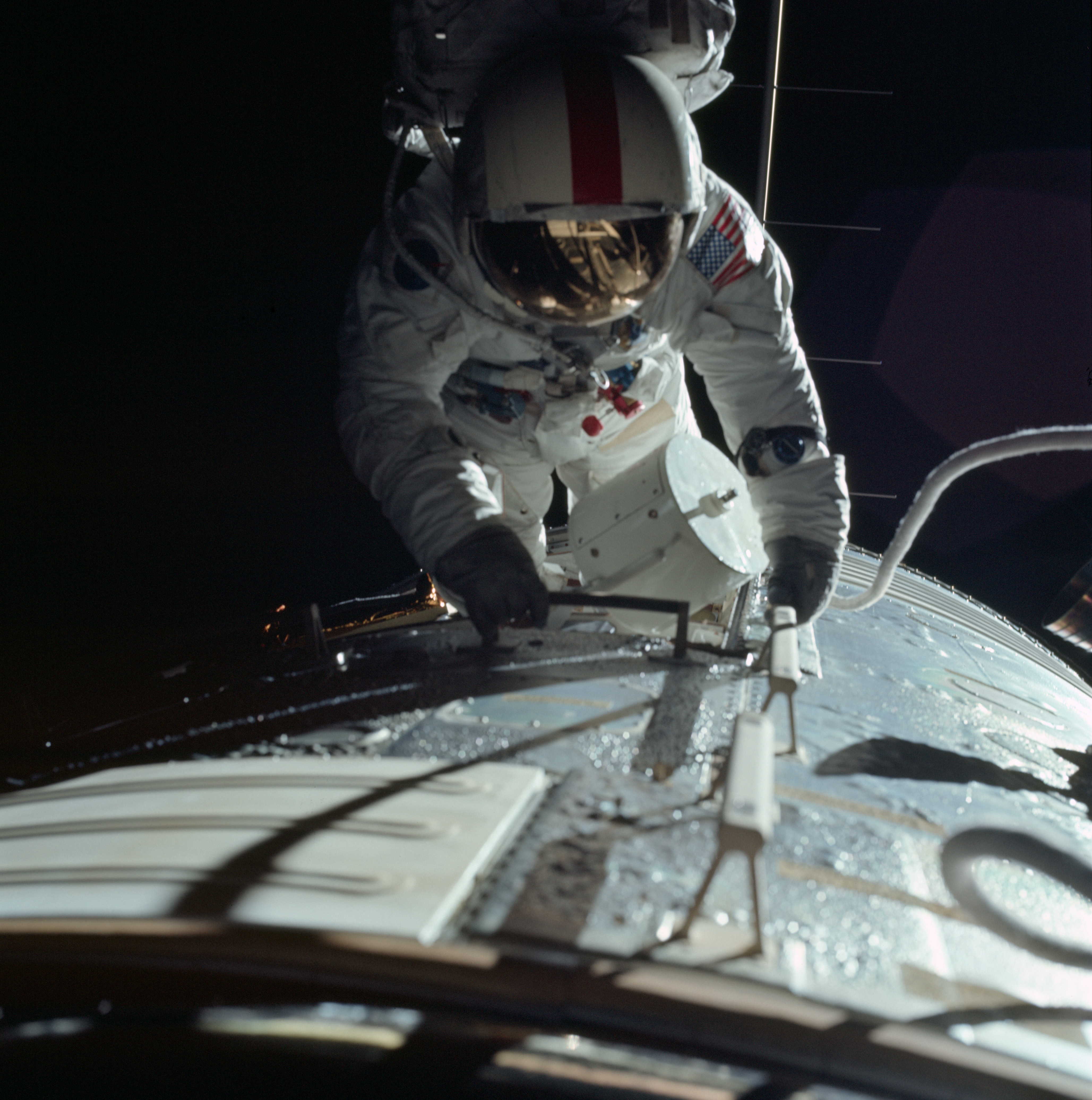
Evans durant son EVA le 17 décembre 1972.

En 1972, Ron Evans est retenu pour faire partie de l'équipe d'Apollo 17 comme pilote du module de commande. Il s'agit du dernier vol du programme Apollo. Ses coéquipiers sont Eugene Cernan, un ami de longue date qui doit assurer le commandement et le géologue Harrison "Jack" Schmitt. L'objectif de la mission est d'explorer la vallée Taurus-Littrow (en bordure de la mer de la Sérénité). Ce site fait partie d'une région de hauts plateaux qui constituent un objectif scientifique majeur car cette formation géologique, fréquente sur la Lune, n'a pu être étudiée par les missions précédentes. La vallée semble par ailleurs avoir conservé des traces d'activité volcanique récente. L'étude sur place de ces formations, ainsi que les échantillons de roches et de sol ramenés sur Terre, doivent fournir des informations structurantes sur la géologie de la Lune.
La fusée Saturn V emportant le vaisseau Apollo 17 décolle du Centre spatial Kennedy le 7 décembre 1972. Le module lunaire se pose le 11 décembre sur la Lune avec à leur bord Cernan et Schmitt qui enchaînent au cours de leur séjour trois sorties extravéhiculaires sur le sol lunaire d'une durée totale de 22 heures 4 minutes, au cours desquelles ils collectent 110 kilogrammes de roches lunaires et parcourent à bord de leur véhicule 36 kilomètres, établissant un nouveau record dans tous ces domaines. Le module lunaire redécolle de la surface de la Lune le 14 décembre. Le 17 décembre, pendant le trajet du retour vers la Terre, Evans effectue une sortie extravéhiculaire de 1 h 5 (photo) afin de récupérer dans le module de service des cassettes de photos de la surface lunaire, prises automatiquement pendant trois jours, alors qu'il tournait autour de notre satellite et que ses collègues Cernan et Schmitt exploraient sa surface. Le vaisseau Apollo, après un voyage de retour sans incident, amerrit dans l'océan Pacifique le 19 décembre. Apollo 17 est un succès sur le plan scientifique et démontre la fiabilité remarquable des équipements. Mais le programme Apollo, victime d'arbitrages budgétaires et d'un certain désintérêt des politiques pour les enjeux scientifiques, se conclut avec cette mission qui reste à ce jour la dernière à avoir emmené des hommes sur la Lune.